# 豹海豹灣
豹海豹灣（英語：Hydrurga Cove），是南極洲的海灣，位於南奧克尼群島的西格尼島西南部，由英國南極名稱諮詢委員命名，現時由南極條約體系管理。